# Bulgan Airport (flygplats i Mongoliet, Bulgan)
Bulgan Airport är en flygplats i Mongoliet.   Den ligger i distriktet Bulgan och provinsen Bulgan, i den centrala delen av landet, 270 km väster om huvudstaden Ulaanbaatar. Bulgan Airport ligger 1 303 meter över havet.
Terrängen runt Bulgan Airport är kuperad åt sydväst, men åt nordost är den platt.  Trakten runt Bulgan Airport är nära nog obefolkad, med mindre än två invånare per kvadratkilometer. Närmaste större samhälle är Bulgan, 6,4 km sydost om Bulgan Airport. Trakten runt Bulgan Airport består i huvudsak av gräsmarker.